# Secuestrados (película de 2010)
Secuestrados es una película española de terror dirigida por Miguel Ángel Vivas y protagonizada por Fernando Cayo, Manuela Vellés y Ana Wagener. Es una película conocida particularmente por estar rodada en doce planos secuencia.

## Sinopsis
Jaime, su esposa Marta y su hija Isa acaban de mudarse a un nuevo hogar. Isa tiene planes de asistir a una fiesta con su novio mientras Marta y Jaime discuten sobre cómo criar a su hija. En medio de esto, tres ladrones enmascarados irrumpen. Son del equipo de mudanzas y en los créditos de la película aparecen como Head Thief, Young Thief y Strong Thief.
Head Thief lleva a Jaime a un cajero automático a varias millas de distancia de su casa, mientras que los otros dos se quedan con la madre y la hija. Le dice a Jaime que si hay alguna desviación del plan, o si trata de alertar a alguien sobre su situación, llamará a la casa y hará que los otros dos maten a Marta. Jaime se arriesga e intenta convencer a una mujer en el cajero automático para que llame a la policía, pero ella cree que él está tratando de robarla y le da todo su dinero. Esto hace que Head Thief llame a la casa y le diga a Strong Thief que haga lo que quiera con Marta. Jaime, al escuchar los gritos de Marta por teléfono, le ruega a Head Thief que le dé otra oportunidad. Head Thief está de acuerdo y lleva a Jaime a otro cajero automático más lejano.
Mientras tanto, César llama para recoger a Isa para su cita. Young Thief y Strong Thief lo empujan hacia la casa, pero descubren que Marta e Isa han huido al sótano y se han encerrado en una habitación trasera. Los hombres arrastran a César escaleras abajo y amenazan con matarlo a menos que las mujeres abran la puerta. Cuando no lo hacen, Strong Thief dispara a César, hiriéndolo, e irrumpe en la habitación con un mazo, tomando a las mujeres como rehenes nuevamente.
Un guardia de seguridad llama a la puerta para decir que los vecinos se han quejado de que la televisión está demasiado alta y pregunta si puede entrar y mirar alrededor. Strong Thief se hace pasar por el marido de Marta y, cuando el guardia empieza a sospechar, le corta la garganta. Strong Thief luego decide violar a Isa. Marta se ofrece en lugar de Isa, pero él se ríe y le rompe el brazo. Young Thief, disgustado con todo lo que ha sucedido, lo saca y los dos hombres pelean. Cuando Strong Thief intenta violar a Isa nuevamente, ella agarra una estatuilla y le aplasta la cabeza. Young Thief logra disuadirla de dispararle con el arma de Strong Thief y se va.
Mientras esto sucede, Jaime y Head Thief están en el automóvil, conduciendo. La idea es que el reloj pase al día siguiente, para que Jaime pueda sacar más dinero del banco. En cambio, Jaime acelera y choca el auto contra un poste de teléfono, dejándolo inconsciente a él y a Head Thief. Cuando Jaime vuelve en sí, toma el arma de Head Thief y regresa a casa. Él y Young Thief se encuentran fuera de la casa, pero ambos están demasiado traumatizados y Young Thief escapa.
Jaime e Isa van al sótano y liberan a Marta y César, que han sido esposados juntos. Jaime le da el arma a Marta, luego llama a la policía; mientras está hablando por teléfono, Head Thief regresa a la casa y lo mata con el mazo. Marta intenta dispararle a Head Thief, pero falla. Él le quita el arma y le dispara en la cabeza. César sube del sótano y Head Thief también lo mata. Isa cae de rodillas y mira a su madre en estado de shock mientras él la apuñala repetidamente en el estómago.
- Datos: Q2913283